# Klaus Hofmann (Politiker, 1940)
Klaus Hofmann (* 18. April 1940 in Wien) ist ein ehemaliger österreichischer Politiker (ÖVP) und Unternehmer. Er von 1993 bis 2000 Abgeordneter zum Burgenländischen Landtag.
Hofmann wurde als Sohn des Amtsarztes Kurt Hofmann aus Jennersdorf geboren und besuchte nach der Volksschule in Jennersdorf das Bundesrealgymnasium in Mattersburg, an dem er 1958 die Matura ablegte. Danach studierte er Medizin an der Universität Wien, brach sein Studium jedoch ab und war ab als Textilreiniger in einer Wäscherei beschäftigt. 1967 erwarb er eine Gewerbeberechtigung und wurde 1977 Alleininhaber der Wäscherei.
Im politischen Bereich engagierte sich Hofmann zwischen 1973 und 1983 als Bezirksvorsitzender der Jungen Wirtschaft im Bezirk Mattersburg und war ab 1973 Fachvertreter sowie ab 1975 Vorsitzender der Chemischen Reiniger, Wäscher und Färber des Burgenlandes in der Handelskammer. 1982 wurde Hofmann Kammerrat der Sektion Gewerbe, zudem war er zwischen 1985 und 1990 Sektionsobmann-Stellvertreter sowie ab 1985 Bundesinnungsmeister-Stellvertreter. Des Weiteren fungierte er als Bezirksstellenobmann der Wirtschaftskammer in Mattersburg und war Bezirksobmann des Wirtschaftsbundes und des Landesgruppenobmann-Stellvertreter. Hofmann vertrat die ÖVP vom 22. April 1993 bis zum 28. Dezember 2000 im Burgenländischen Landtag.